# Binic

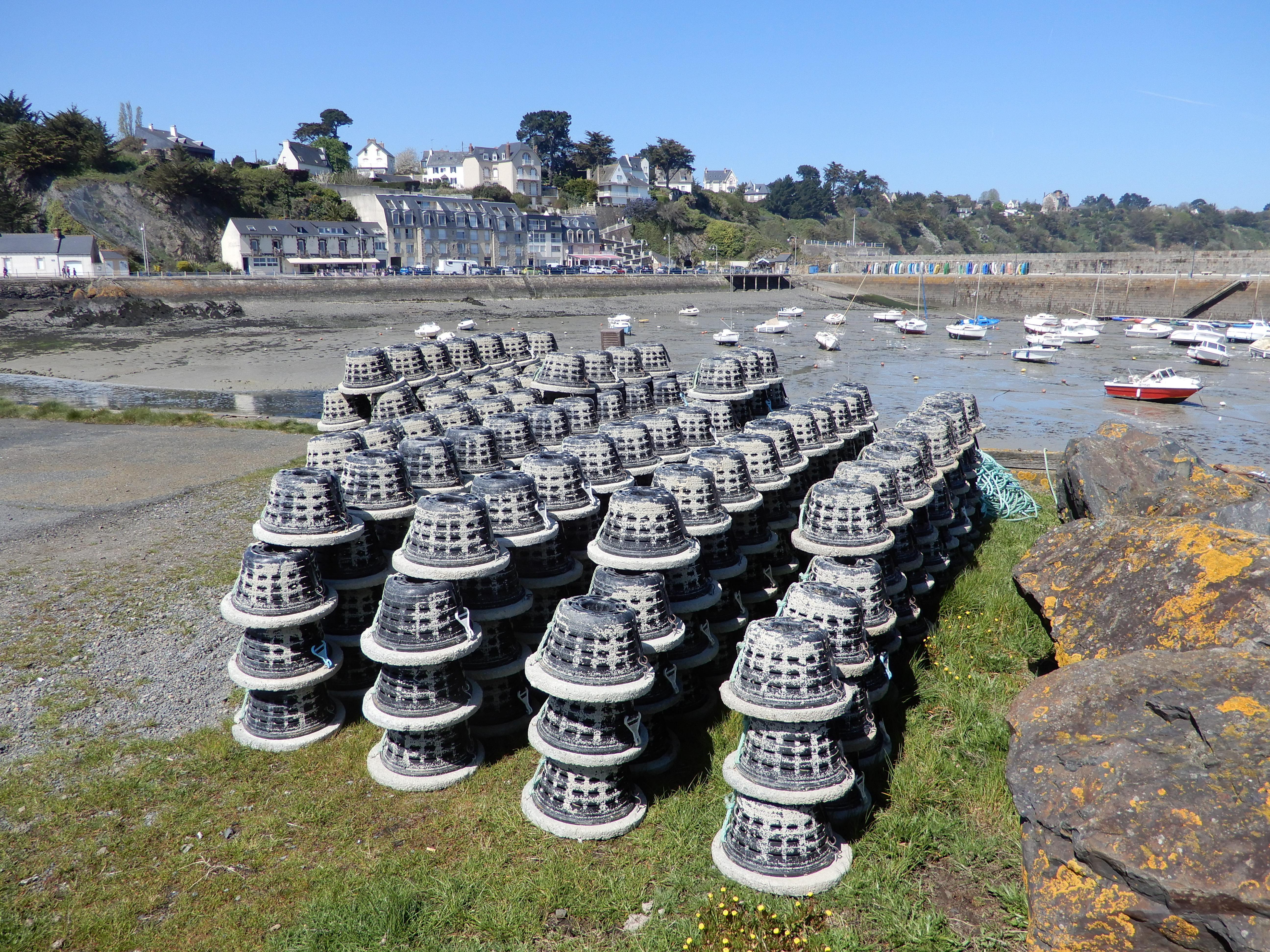
Binic, les casiers.

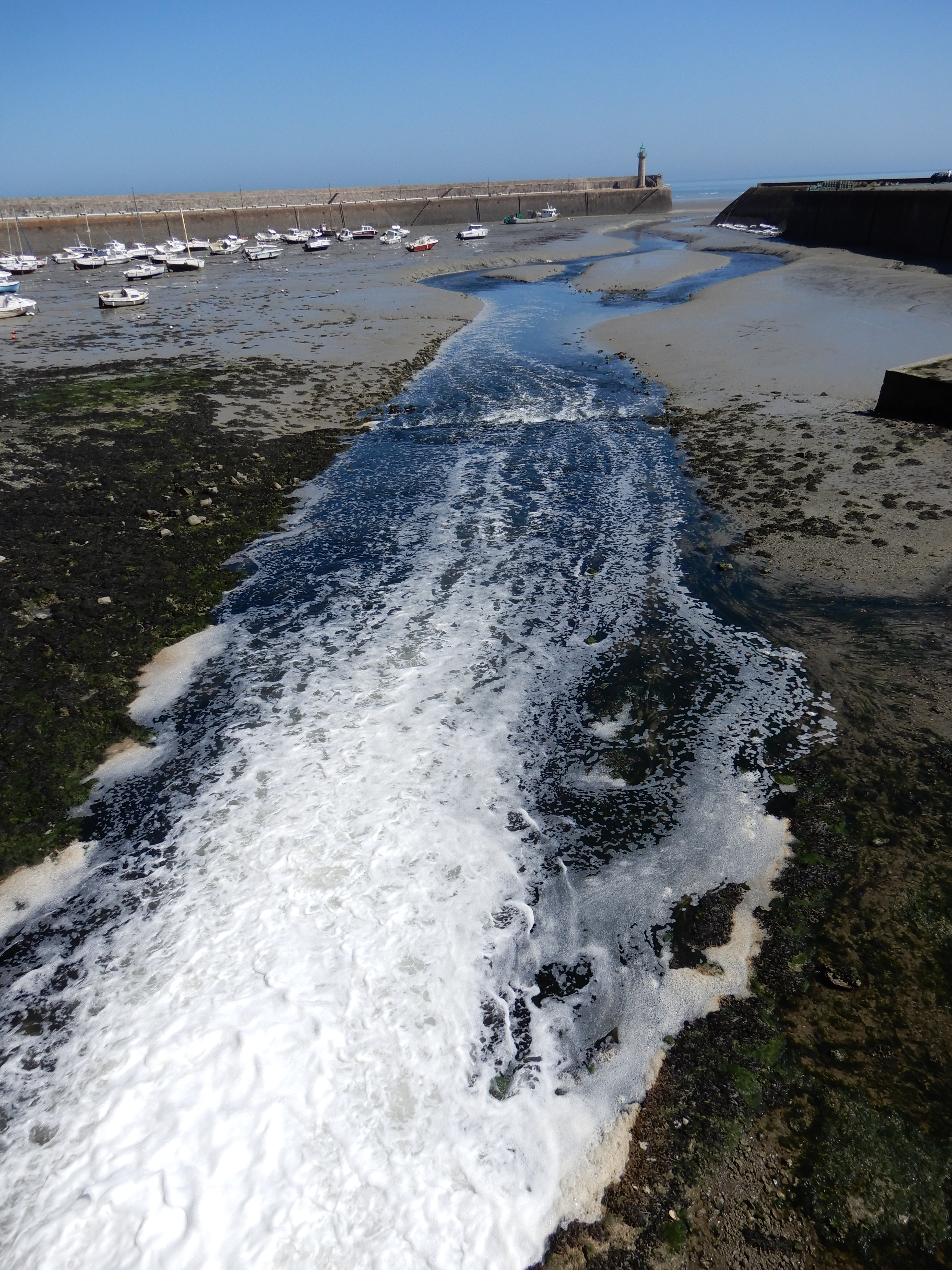
Binic, le port à marée basse.

Binic [binik] est une ancienne commune française située dans le département des Côtes-d'Armor en région Bretagne devenue le 1er mars 2016 une commune déléguée au sein de la commune nouvelle de Binic-Étables-sur-Mer. Binic appartient au pays historique du Goëlo.
Elle est notamment connue pour être une station balnéaire attractive, où le tourisme prédomine. Binic est appelée aussi « le grain de beauté des Côtes-d'Armor ».

## Géographie
Binic se situe dans la partie ouest de la baie de Saint-Brieuc, la Côte du Goëlo (qui va du sillon de Talbert à l’anse d’Yffiniac). Son port de plaisance, accessible seulement à marée haute, propose 500 places à flot. Il est fréquenté par quelques bateaux de pêche côtière.
Selon le recensement de 1999, elle compte 3 110 habitants. Sa population est à peu près multipliée par trois l’été.
Binic est divisée en plusieurs quartiers :
- les Fontaines-Gicquel ;
- la Ville-Biard ;
- la Ville-Even ;
- la Ville-Garnier ;
- la Ville-Gilbert ;
- la Ville-Jacob.

## Histoire
Binic tire son nom du préfixe penn (qui signifie tête, chef, bout ou cap) et de Ic qui est le nom de la rivière voisine qui se jette dans la mer. Binic est donc l’embouchure de l’Ic. On la surnomme Cité des Embruns ou encore Le Grain de Beauté des Côtes-d'Armor.

### Le Néolithique
L'histoire de Binic remonte au Néolithique (entre 3500 et 1800 av. J.-C.). En effet, on y a retrouvé des monuments mégalithiques tel le dolmen La Table de Margot (détruit en 1816 lors de travaux du port).

### Le Moyen Âge
Au Moyen Âge, Binic (alors appelée Benic) était un petit village d'au plus une vingtaine de maisons. Mais c'était toutefois un grand lieu de foires et de marchés où venaient les habitants des villages alentour.

### Époque moderne
Charles Colbert de Croissy écrit en 1665 que « dans les ports de Binic il n'y a, que de petitz (petits) bâtiments (bâtiments) de cinquante à soixante thonneaux (tonneaux) qui s'y puissent retirer, la mer asseichant (asséchant) de fort loing (loin). [La côte est] gardée par la parroisse (paroisse) de Plelou (Plélo) qui fournit quatre gardes de cent hommes chacune, et la parroisse d'Estable (Étables-sur-Mer) qui en fournit quatre autres de pareil nombre ».

### LeXIXesiècle
En 1821, grâce à François Le Saulnier de Saint-Jouan, un armateur binicais, avec l'appui de la duchesse d'Angoulême, fille de Louis XVI, Binic devient une commune à part entière en se détachant de la paroisse d'Étables-sur-Mer. Elle compte alors 1 611 habitants. Il faut attendre 1840 pour que les limites entre Binic et les communes d'Étables-sur-Mer et de Pordic soient définitivement arrêtées.
Au XIXe siècle, Binic connut son apogée en devenant, en 1845, le premier port français pour la Grande Pêche. Le port recevait annuellement 150 à 160 navires et l'activité se partageait entre la pêche à Terre-Neuve et le cabotage (importation de sel, de vin, de bois du Nord, de farines et légumes). Binic était alors le premier port de pêche à la morue.

### LeXXesiècle

#### L'agonie de la pêche à la morue
La période correspondant au premier quart du XXe siècle, jusqu'au seuil des années 1930, est pour la commune celle d'une mutation en profondeur car l'activité de pêche à la morue à Terre-Neuve et en Islande y vit tant bien que mal ses dernières décennies.
Confrontées durant la guerre aux sous-marins allemands, à la hausse des coûts d'armement et aux réglementations sur la pêche de plus en plus strictes - notamment en Islande - dans les années 1920 et à la concurrence des chalutiers à vapeur, les goélettes qui depuis les années 1860 étaient emblématiques des ports du Goëlo finissent par disparaître.

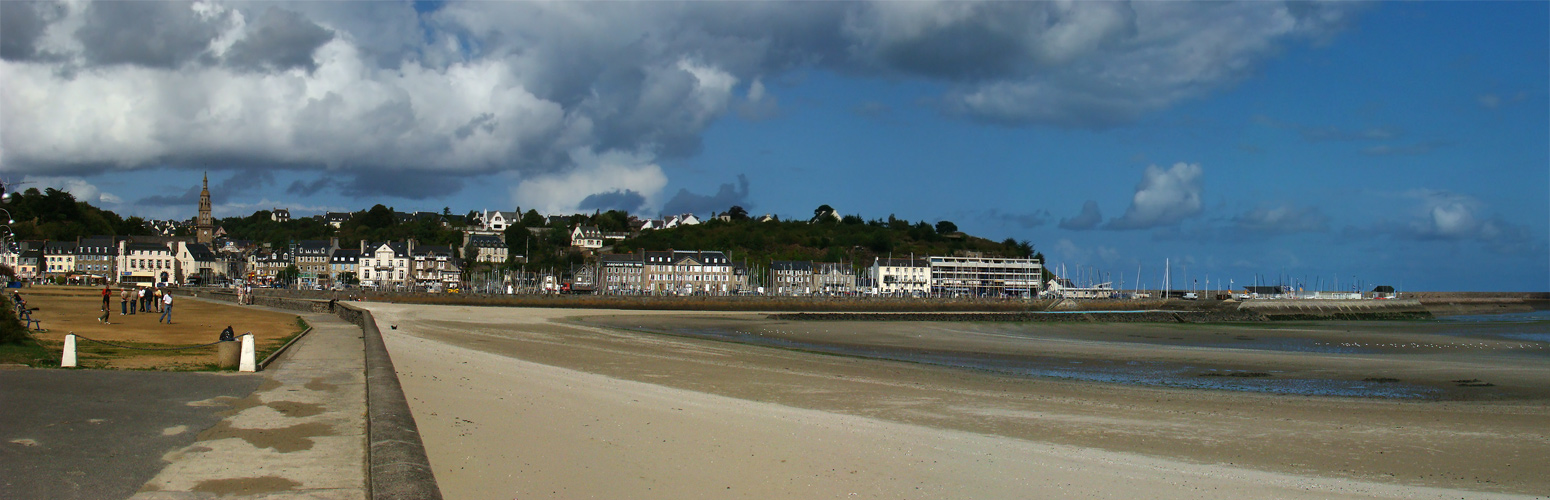
Le bord de mer à marée basse.

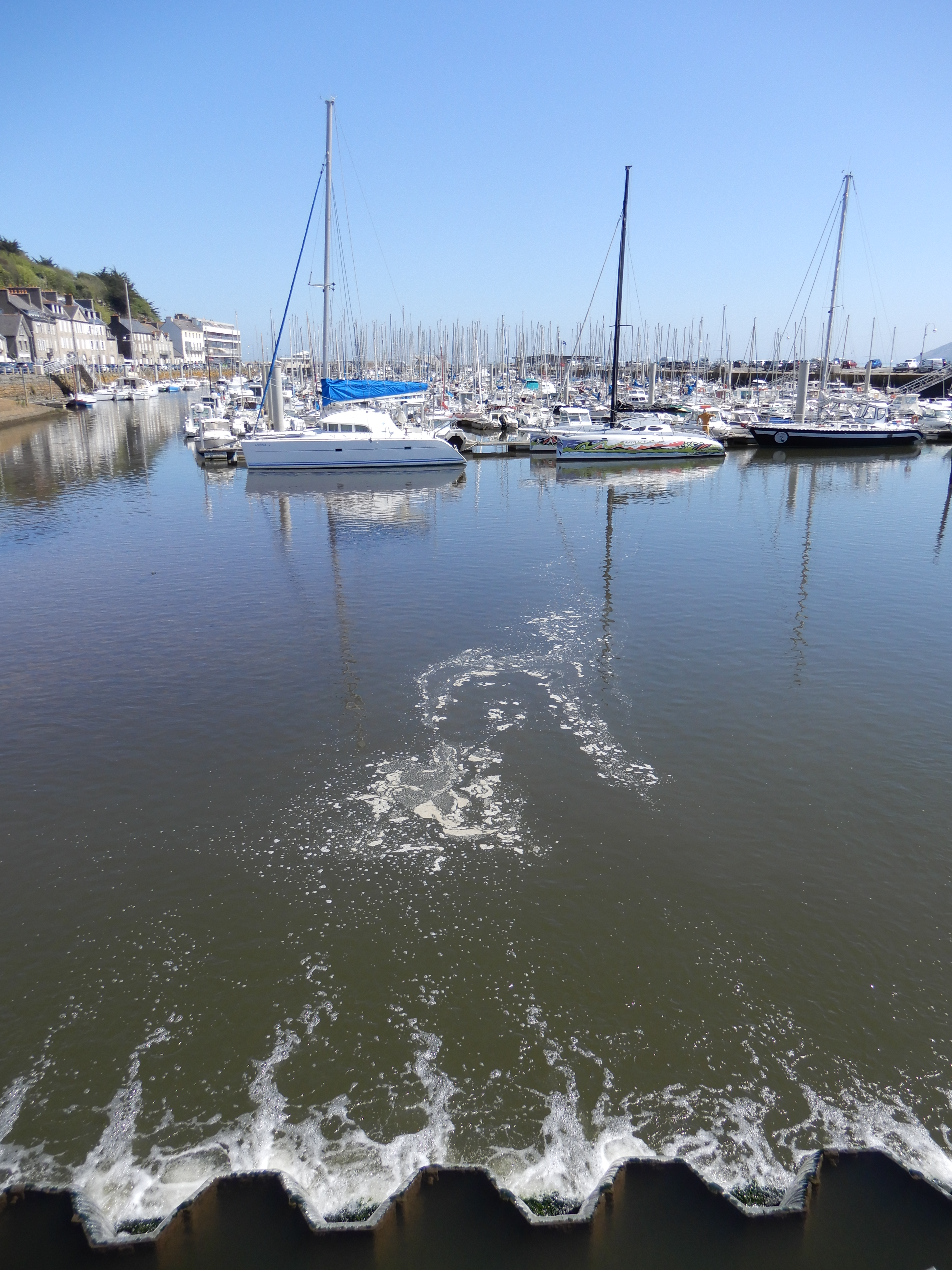
Binic, le bassin à flots.

C'est pour le port une période très morose qui débute. Elle va durer une trentaine d'années.
Plus récemment s'est développée la pêche à la coquille Saint-Jacques, spécialité de la baie de Saint-Brieuc. Depuis 1992, les chalutiers binicais débarquent leur pêche au nouveau port de Saint-Quay-Portrieux, ville voisine de 6 kilomètres.

#### La ligne de chemin de fer
Entre 1906 et 1956, Binic a été desservie par une ligne des Chemins de fer départementaux des Côtes-du-Nord et a eu sa gare sur l'esplanade de la Banche, vaste espace remblayé et gagné sur la grève d'ailleurs construit à cet effet par l'ingénieur briochin Louis Harel de la Noë.
Le chemin de fer a laissé à Binic des traces importantes : citons notamment les deux viaducs (viaduc de la Hasée dit du Chien noir en face de la station d'épuration et viaduc de Beaufeuillage en face de la zone artisanale) situés tous les deux le long de la D 4 en direction de Lantic.

#### La Première Guerre mondiale
Le monument aux morts porte les noms de 108 soldats morts pour la Patrie, dont 73 morts pendant la Première Guerre mondiale :

#### La Seconde Guerre mondiale
Le monument aux morts porte les noms de 31 personnes mortes pour la France durant la Seconde Guerre mondiale.

#### L'après Seconde Guerre mondiale
Trois soldats originaires de Binic sont morts pour la France pendant la Guerre d'Indochine et un est mort durant la guerre d'Algérie

## Toponymie
Le nom de la localité est attesté sous les formes Benic en 1419.
Le nom de Binic provient du celtique Pen qui signifie « tête », auquel est associé le nom du cours d'eau local (Ic), « eau » en vieux celtique, ce qui signifie donc estuaire de l'Ic,,. À comparer avec Benodet (« embouchure de l'Odet »).
Le cours d'eau arrosant Binic s'appelle an Ig en breton. Le nom breton de la commune est Binig. Binic en gallo.
À Binic, les habitants ont hérité du surnom de « Couennes de lard »... à cause des portions de lard salé qu'ils emportaient lors de leurs longues campagnes en mer.

## Politique et administration

### Récapitulatif de résultats électoraux récents
| Municipales 2014 |  | PS | Christian Urvoy | 50,98 |  | DVD | René André | 49,01 |

### Liste des maires
| Période                                  | Période                  | Identité                                        | Étiquette    | Qualité                                                                   |
| ---------------------------------------- | ------------------------ | ----------------------------------------------- | ------------ | ------------------------------------------------------------------------- |
| Les données manquantes sont à compléter. |                          |                                                 |              |                                                                           |
| 1821                                     | 1847                     | François Le Saulnier de Saint-Jouan             |              | Corsaire et armateur                                                      |
| 1847                                     | 1849                     | Jacques Le Pomellec (1797-1883)                 |              | Armateur                                                                  |
| 1849                                     | 1852                     | Louis-Jean Marie                                |              | Armateur à Saint-Brieuc Député à la Constituante (1848 → 1849)            |
| 1852                                     | 1870                     | Jacques Le Pomellec (1797-1883)                 |              | Armateur                                                                  |
| 1870                                     | 1871                     | Albert Mancel                                   |              |                                                                           |
| 1871                                     | 1874                     | Jacques Le Pomellec (1797-1883)                 |              | Armateur                                                                  |
| 1874                                     | 1874                     | François Le Saulnier de Saint-Jouan (1822-1874) |              | Armateur de navires de pêche pour Terre-Neuve                             |
| 1874                                     | 1881                     | Yves Le Suavé                                   |              |                                                                           |
| 1881                                     | 1884                     | Louis Le Saulnier de Saint-Jouan                |              |                                                                           |
| 1884                                     | 1908                     | Jacques Le Pomellec (1831-1913)                 |              | Armateur                                                                  |
| 1908                                     | 1912                     | Gaspard Le Pomellec (1864-1941)                 |              |                                                                           |
| 1912                                     | 1927                     | Louis Piquenais                                 |              |                                                                           |
| 1927                                     | 1929                     | Henri Oriou                                     |              |                                                                           |
| 1929                                     | 1935                     | Joseph Corbillé                                 |              | Officier mécanicien de la Marine marchande                                |
| 1935                                     | 1938                     | Marcel Duval                                    |              |                                                                           |
| 3 juin 1938                              | 1941                     | Joseph Corbillé                                 |              | Officier mécanicien de la Marine marchande                                |
| 1941                                     | 1941                     | Jules Le Bras                                   |              | Ancien sergent du recrutement de Saint-Brieuc Révoqué par l'occupant nazi |
| 1941                                     | 1944                     | Charles Bernard                                 |              |                                                                           |
| 1944                                     | 1944                     | Henri Collin                                    |              |                                                                           |
| 1944                                     | 1944                     | Joseph Corbillé                                 |              | Officier mécanicien de la Marine marchande retraité                       |
| 1944                                     | 1er novembre 1947        | Robert Bouvier                                  | SFIO         |                                                                           |
| 1er novembre 1947                        | 14 mai 1953              | Joseph Le Goaster (1882-1973)                   |              | Expert-métreur, maire honoraire                                           |
| 14 mai 1953                              | avril 1968 (décès)       | Ange Rossignol                                  |              |                                                                           |
| 21 mai 1968                              | février 1970 (démission) | Louis Boulard                                   |              | Médecin ophtalmologiste à Saint-Brieuc                                    |
| mars 1970                                | mars 1977                | Suzanne Joret (1904-2007)                       |              | Retraitée, maire honoraire                                                |
| mars 1977                                | mars 1983                | Georges Le Gonidec                              | DVD          | Agent de location                                                         |
| mars 1983                                | mars 1989                | Jean Burlot                                     | DVD          | Premier adjoint (1977 → 1983)                                             |
| mars 1989                                | juin 1995                | Michel Laudrin                                  | PS           | Directeur de services à caractère industriel et commercial                |
| juin 1995                                | février 1997 (décès)     | Alain Guilloux                                  | DVD          | Cadre retraité                                                            |
| avril 1997                               | mars 2008                | Yvon Batard                                     | DVD puis UMP | Expert maritime, ancien capitaine de la Marine marchande                  |
| mars 2008                                | 29 février 2016          | Christian Urvoy                                 | PS           | Conseiller en formation                                                   |

| Période        | Période        | Identité          | Étiquette | Qualité                        |
| -------------- | -------------- | ----------------- | --------- | ------------------------------ |
| 1er mars 2016  | 4 juillet 2020 | Laurent Honoré    | PS        | Professeur de lettres en lycée |
| 4 juillet 2020 | En cours       | Nathalie Mobuchon |           | Juriste                        |

## Démographie
L'évolution du nombre d'habitants est connue à travers les recensements de la population effectués dans la commune depuis 1831. À partir du 1er janvier 2009, les populations légales des communes sont publiées annuellement dans le cadre d'un recensement qui repose désormais sur une collecte d'information annuelle, concernant successivement tous les territoires communaux au cours d'une période de cinq ans. 
Pour les communes de moins de 10 000 habitants, une enquête de recensement portant sur toute la population est réalisée tous les cinq ans, les populations légales des années intermédiaires étant quant à elles estimées par interpolation ou extrapolation. Pour la commune, le premier recensement exhaustif entrant dans le cadre du nouveau dispositif a été réalisé en 2008,.
En 2014, la commune comptait 3 800 habitants, en évolution de +5,5 % par rapport à 2009 (Côtes-d'Armor : +1,68 %, France hors Mayotte : +2,49 %).
| 1831  | 1836  | 1841  | 1846  | 1851  | 1856  | 1861  | 1866  | 1872  |
| ----- | ----- | ----- | ----- | ----- | ----- | ----- | ----- | ----- |
| 1 828 | 2 229 | 2 324 | 2 407 | 2 640 | 2 811 | 2 673 | 2 738 | 3 458 |

| 1876  | 1881  | 1886  | 1891  | 1896  | 1901  | 1906  | 1911  | 1921  |
| ----- | ----- | ----- | ----- | ----- | ----- | ----- | ----- | ----- |
| 2 457 | 2 231 | 2 379 | 2 222 | 2 305 | 2 247 | 2 231 | 2 356 | 2 342 |

| 1926  | 1931  | 1936  | 1946  | 1954  | 1962  | 1968  | 1975  | 1982  |
| ----- | ----- | ----- | ----- | ----- | ----- | ----- | ----- | ----- |
| 2 223 | 2 141 | 2 140 | 2 241 | 2 261 | 2 099 | 2 212 | 2 326 | 2 602 |

| 1990  | 1999  | 2008  | 2013  | 2014  | - | - | - | - |
| ----- | ----- | ----- | ----- | ----- | - | - | - | - |
| 2 798 | 3 110 | 3 528 | 3 825 | 3 800 | - | - | - | - |

## Économie
Binic comporte une zone artisanale où sont notamment situées les entreprises Binic Gastronomie et la minoterie Hinault.
La ville possède un statut prédominant[pas clair] dans le tourisme (Site de l'Office de Tourisme de Binic).

## Culture locale et patrimoine

### Lieux et monuments
Binic est riche en monuments et lieux touristiques. Pour retracer son histoire, le Musée des traditions populaires de Binic regorge d'objets du passé, donnés par des institutions ou des particuliers, et présentés dans leur cadre d'origine. Ce sont aussi bien des objets de la vie quotidienne, que des instruments de pêche ou des vêtements traditionnels. Le musée évoque la vie quotidienne à Binic il y a un siècle, à travers une collection de coiffes, de costumes bretons et de d'objets divers se rapportant à la vie maritime et à la grande pêche. Des reconstitutions (salle de classe, forge, atelier de menuisier) complètent la visite.

#### Les édifices religieux
- L'église de Binic s'appelle Notre-Dame-de-Bon-Voyage. Sa construction a été décidée à la place de l'ancienne chapelle Saint-Julien après l'instauration de Binic comme commune indépendante d'Étables-sur-Mer en 1821.
- Binic compte également la chapelle Saint-Gilles dans le quartier de la ville-Jacob, où a lieu une procession chaque premier dimanche de septembre.
- La chapelle privée Sainte-Anne est située rue de la Griselle.

#### Le cimetière
Binic possède un très beau cimetière, situé sur les hauteurs qui dominent le bourg.
Certains personnages connus y sont inhumés :
- Gérard Hennebert (1913-1953) : résistant, Compagnon de la Libération.
- Édouard Francis Kirmisson (1848-1927) : chirurgien, professeur à la Faculté de Médecine.
- François Le Douarec (1924-2008) : avocat à la cour d’appel de Rennes.
- François Le Saulnier de Saint-Jouan (1784-1847) : armateur, fondateur et premier maire de la commune de Binic.
- Régis Le Saulnier de Saint-Jouan (1921-2005), archiviste et historien de Côtes d’Armor.
- Yoko Tani (Yoko Itani : 1928-1999), actrice japonaise qui tourna quelques films dans les années 1950 et qui fut l’épouse du comédien Roland Lesaffre.

Les monuments les plus intéressants sont les suivants :
- La chapelle des Verry-Carfantan, famille d'armateurs de Binic.
- L'enclos de la famille Le Saulnier de Saint-Jouan,
- L'enclos de la famille Le Suavé, Galerne, Le Noan, Petitjean.
- L'enclos de la famille Besnier-Guilloux,
- Les stèles de Louis, Samuel et Ange Fichet des Grèves, dont la tradition rapporte qu'ils ont été enterrés debout,
- La tombe de L. Marie qui porte un crâne et deux tibias, sans doute pour rappeler que, quelle que soit la notoriété du défunt, les hommes sont égaux devant la mort,
- Le monument funéraire insolite de Yoko Tani.

#### Les plages
Il existe à Binic trois plages donnant sur la Manche.
- L'avant-por' est une plage encadrée de pierres : des rochers à chaque extrémité et la digue la surplombant. Au-dessus de la plage, le sentier des douaniers offre un point de vue sur la mer. La plage de l'avant-port devient touristique à partir de 1906 avec la construction des premières cabines de bain en bois. La rampe en zigzag dite Suavé-Galerne est construite avant 1939. Le tunnel sous la falaise du Goulet est construit pendant la Seconde Guerre mondiale par les soldats allemands[25].
- La Banche est la plus grande plage de Binic. On y trouve une piscine, un bassin d'eau de mer et un club de plage pour animer les journées des plus jeunes.
- La plage du corps de garde est elle située dans un décor plus sauvage et est nettement moins fréquentée que les deux précédentes.

#### Le port
Celui qui vit partir tant de marins au large de Terre-Neuve accueille aujourd'hui plus de 600 unités sur ponton et mouillage dans le bassin et l'avant-port. Ceinturé par 1 300 m de quais, il est constitué d'un avant-port, de 4 hectares, et d'un bassin à flot, de 3,35 hectares.

#### Le marché
Depuis le XVIe siècle, la situation géographique privilégiée du marché et sa vocation maritime ont inscrit Binic dans l'histoire des foires et marchés. À l'époque, on y trouvait toute sorte de produits : produits de la mer, de la terre, du négoce et de l'armement de navires. Plusieurs foires se déroulaient à date fixe chaque année.
Depuis la Révolution française, ce marché a lieu chaque jeudi matin. Aujourd’hui, en saison, près de 200 commerçants s'y installent, proposant des produits régionaux, des produits frais et divers autres produits…

### Personnalités liées à la commune
- Louis Massignon (1883-1962), islamologue, avait une villa (« Les Roseraies ») à Binic[26].
- Marcel Reinhard (1899-1973), historien décédé à Binic.
- Henri Vincenot (1912-1985), enfant, il a vécu deux ans à Binic chez son oncle[27].
- François Truffaut (1932-1984) a passé plusieurs étés à la villa Ty Rosen que sa grand-mère, Geneviève de Monferrand, louait à Binic. La villa se situait rue de l'Ic. Il y a séjourné pendant l'année scolaire 1939-1940[28].
- Edgard Tupët-Thomé, grand-croix de l'ordre national de la Légion d'honneur et compagnon de la Libération, y réside une « cinquantaine d'années » avant d'entrer comme pensionnaire à l'Institution nationale des Invalides (INI)[29]. Il y est inhumé le 19 septembre 2020[30].

- Ferdinand Beer (né en 1915 à Binic), universitaire devenu américain et spécialiste du génie mécanique.

### Héraldique
| Blason | Blasonnement : D'azur à deux poissons d'argent nageant l'un sur l'autre (superposés en fasce), au chef d'hermine. Commentaires : Ce blason, institué en 1969 par le docteur Boulard, maire de Binic, est inspiré du blason de la famille Le Saulnier de Saint-Jouan, d'azur à trois poissons d'or, posés en fasce l'un sur l'autre. |

### Festivités
- Festival littéraire des Escales, mer et aventures en mars
- Festival des Marionnet'ic en avril
- La Morue en fête en juin[31]
- l'Aqua Bomb en juin : compétition officielle de lancer de bombe à eau de mer en origami
- Le Lyncéus Festival début juillet. Chaque année depuis 2014, une vingtaine d'artistes (auteurs, comédiens, cinéastes, plasticiens...) se réunissent en résidence durant le mois de juin et créent des œuvres présentées dans la ville pendant les trois jours du festival.
- Les Animakids en juillet-août
- Le Sandball Tour[32] en juillet
- Binic Folks Blues Festival en août. Chaque année depuis 2009, un grand festival de Folks et Blues organisé par l'association La Nef D Fou[33]. En 2011, le festival a notamment accueilli Radio Moscow, les Black Diamond Heavies et Left Lane Cruiser[33]. Huit ans après sa création, la notoriété du Binic Folks Festival ne cesse de croître, soulevant des interrogations quant aux capacités d'accueil des participants, notamment après l'édition de 2015 qui a accueilli près de 40 000 personnes[34].
- Le festival Grain d'pirate en août organisé par l'association Grain d'pirate. Rassemblement de pirates, corsaires et flibustiers, cet événement fait revivre la ville au temps de son passé corsaire. Sa première édition en 2015 a accueilli près de 5000 visiteurs[réf. nécessaire] sur un camp pirate dressé sur l'esplanade de la Banche. Spectacles de rue, déambulations, combats de pirates et coups de canon ont animé le port de Binic.
- Couleurs de Bretagne[35] en août
- Magic Binic en octobre, festival de magie.